# Cimera Nord-americana

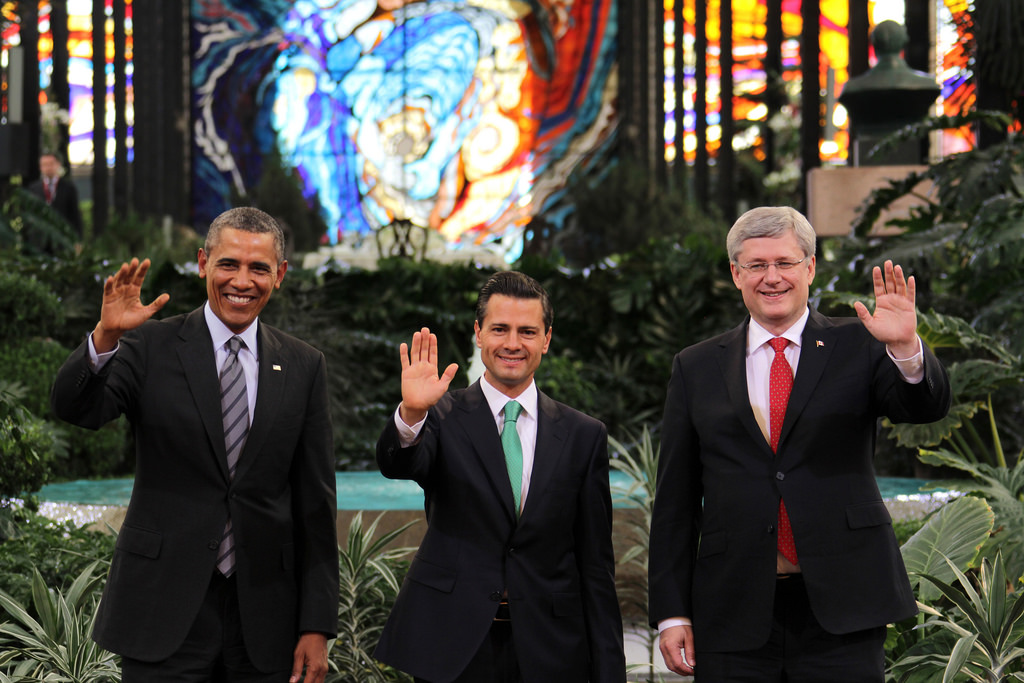
Trobada entre els presidents Obama, Peña i el primer ministre Harper l'any 2014.

La Cimera Nord-americana, oficialment la Cimera dels Líders Nord-americans o Cimera de Líders d'Amèrica del Nord, és la cimera anual trilateral entre el primer ministre del Canadà, el president de Mèxic i el president dels Estats Units. Començà com la Societat de Seguretat i Prosperitat de Nord-amèrica, com a diàleg subcontinental, el 23 de març de 2005.
La cimera és una oportunitat per a discutir els temes comuns i promoure la cooperació entre tots tres països. Col·loquialment, els mitjans de comunicació l'anomenen la Cimera dels Tres Amics o dels Tres Amigos.
Fins al 2009, s'han realitzat cinc Cimeres entre els líders nord-americans:
- 23 de març de 2005, a Waco, Texas (Estats Units): la primera cimera que creà la Societat de Seguretat i Prosperitat de Nord-amèrica a la qual assistiren el president mexicà Vicente Fox, el president estatunidenc George W. Bush i el primer ministre canadenc Paul Martin.
- 31 de març de 2006, a Cancun, Quintana Roo (Mèxic): la segona cimera a la qual assistiren el president mexicà Vicente Fox, el president estatunidenc George W. Bush i el primer ministre canadenc Stephen Harper.
- 23 de febrer de 2007, a Ottawa, Ontario (Canadà): la tercera cimera a la qual assistiren el president mexicà Felipe Calderón, el president estatunidenc George W. Bush i el primer ministre canadenc Stephen Harper.
- 20 al 21 d'agost de 2008, a Montebello, Quebec (Canadà): la quarta cimera a la qual assistiren el president mexicà Felipe Calderón, el president estatunidenc George W. Bush i el primer ministre canadenc Stephen Harper
- 8 a l'11 d'agost de 2009, a Guadalajara, Jalisco (Mèxic): la cinquena cimera a la qual assistiren el president mexicà Felipe Calderón, el president estatunidenc Barack Obama i el primer ministre canadenc Stephen Harper.